# Келеповский, Аркадий Ипполитович
Аркадий Ипполитович Келеповский (1870—1925, Нови-Сад) — русский политический и государственный деятель.

## Биография
Окончил Лицей в память цесаревича Николая (1887). Брат Сергея Ипполитовича Келеповского, члена Государственной думы.
Был чиновником для особых поручений при Великом князе Сергее Александровиче. В 1906-1909 годах - Владимирский, в 1909-1912 годах - Лифляндский вице-губернатор, в 1912-1914 годах был люблинским, в 1914-1916 годах — лифляндским, в 1916 - Псковским  и в 1916-1917 — харьковским губернатором.
С 1921 в эмиграции в Королевстве Сербов, Хорватов и Словенцев, в Нови-Саде, где был председателем русской колонии. Умер в Нови-Саде в 1925.